# Лабанаускас, Дарюс
Дарюс Лабанаускас (лит. Darius Labanauskas; род. 26 июля 1976, Каунас) — литовский игрок в дартс, который участвует в турнирах, проводимых Профессиональной корпорацией дартса. В 2015 году он стал лидером рейтинга WDF.

## Карьера

### BDO
Лабанаускас является трёхкратным чемпионом Литвы и выиграл Открытый чемпионат Литвы в 2011 и 2013 годах. Он также является победителем Открытого Кубка Балтики в 2013 году, Открытого чемпионата Эстонии 2012 и 2013 годов, а в 2014 году выиграл Кубок Trakai Castle, Открытый чемпионат Риги и Riga Masters . В 2014 году он занял второе место в одиночном разряде Кубка Европы WDF, уступив в финале ирландцу Дэвиду Конканнону . В 2014 году он также вышел в финалы Открытого чемпионата Эстонии, Открытого чемпионата Финляндии и Открытого чемпионата Балтии .
Его выступления в 2014 году помогли Лабанаускасу пройти отбор на чемпионат мира по дартс BDO 2015 года. Однако уже в первом раунде Лабанаускас уступил Робби Грину несмотря на то, что во время матча Лабанаускас закрыл 167.
Затем он каждый год квалифицировался на чемпионаты мира BDO, а в 2017 году он дошел до четвертьфинала, где затем проиграл 2-5 будущему чемпиону Глену Дарранту .

### PDC
В 2018 году Лабанаускас участвовал в PDC Nordic & Baltic Pro Tour, заняв первое место в квалификации на чемпионат мира по дартсу 2019 года. Здесь он победил Мэтью Эдгара и Раймонда ван Барневельда, а затем в 1/16 финала уступил Адриану Льюису, выиграв 25 000 фунтов стерлингов призовых.
Затем последовала Европейская Q-школа PDC, где за неутешительными первыми тремя днями в Хильдесхайме последовали фантастические результаты вплоть до финала 4-го дня, где Лабанаускас победил Винсента ван дер Мера 5-3 в финале, став обладателем PDC Tour Card впервые в карьере.
18 декабря 2021 года сыграл лег за девять дротиков в матче чемпионата мира PDC. Стал первым игроком с постсоветского пространства, кому покорилось это достижение на ТВ-турнире по дартсу.

## Итоги чемпионата мира

### BDO
- 2015 : первый раунд (проиграл Робби Грину 1-3)
- 2016 : предварительный раунд (проиграл Сеиго Асаде 1-3)
- 2017 : четвертьфинал (проиграл Глену Дарренту 2-5)
- 2018 : первый раунд (проиграл Скотту Митчеллу 2-3)

### PDC
- 2019 : третий раунд (проиграл Адриану Льюису 0-4)
- 2020 : четвертьфинал (проиграл Майклу ван Гервену 2-5)
- 2021:
- 2022: первый раунд (проиграл Майку де Декеру 1-3)